# Cape Charles
Cape Charles é uma cidade  localizada no estado norte-americano de Virginia, no Condado de Northampton.

## Demografia
Segundo o censo norte-americano de 2000, a sua população era de 1134 habitantes.
Em 2006, foi estimada uma população de 1470, um aumento de 336 (29.6%).

## Geografia
De acordo com o United States Census Bureau tem uma área de
11,3 km², dos quais 9,5 km² cobertos por terra e 1,8 km² cobertos por água.

## Localidades na vizinhança
O diagrama seguinte representa as localidades num raio de 36 km ao redor de Cape Charles.